# Arthur Smith (historien)
Pour les articles homonymes, voir Arthur Smith.
Arthur Lionel Smith (1850 - 12 avril 1924) est un historien britannique à l'université d'Oxford. Smith est maître du Balliol College d'Oxford de 1916 à 1924.

## Biographie
Smith est né le 4 décembre 1850.
Il étudie au Balliol College d'Oxford de 1869 à 1874 et remporte le concours d'essai du prix Lothian.
Il devient membre du Balliol College d'Oxford en 1882, doyen en 1907 et maître de 1916 à 1924.
En 1879, Smith épouse Mary Smith, avec qui il a neuf enfants. Ils vivent d'abord au 7 Crick Road à North Oxford jusqu'en 1893. Leur fille Miriam épouse le diplomate Sir Reader Bullard (en). La fille de Smith, Rosalind, épouse l'historien d'Oxford Edward Murray Wrong. Sa plus jeune fille, Barbara, épouse Sir Hugh Cairns, le premier professeur Nuffield de chirurgie.